# 克羅赫馬利內
49°34′26″N 37°54′56″E / 49.57389°N 37.91556°E
克羅赫馬利內（烏克蘭語：Крохмальне），是位於烏克蘭東部的村莊，由哈爾科夫州庫皮揚斯克區的彼得羅巴甫利夫卡市鎮負責管轄，始建於1759年，面積0.43平方公里，海拔高度129米，2001年人口45，人口密度每平方公里104.7人。
2024年1月21日，俄軍攻佔此村。